# Czułość i swoistość

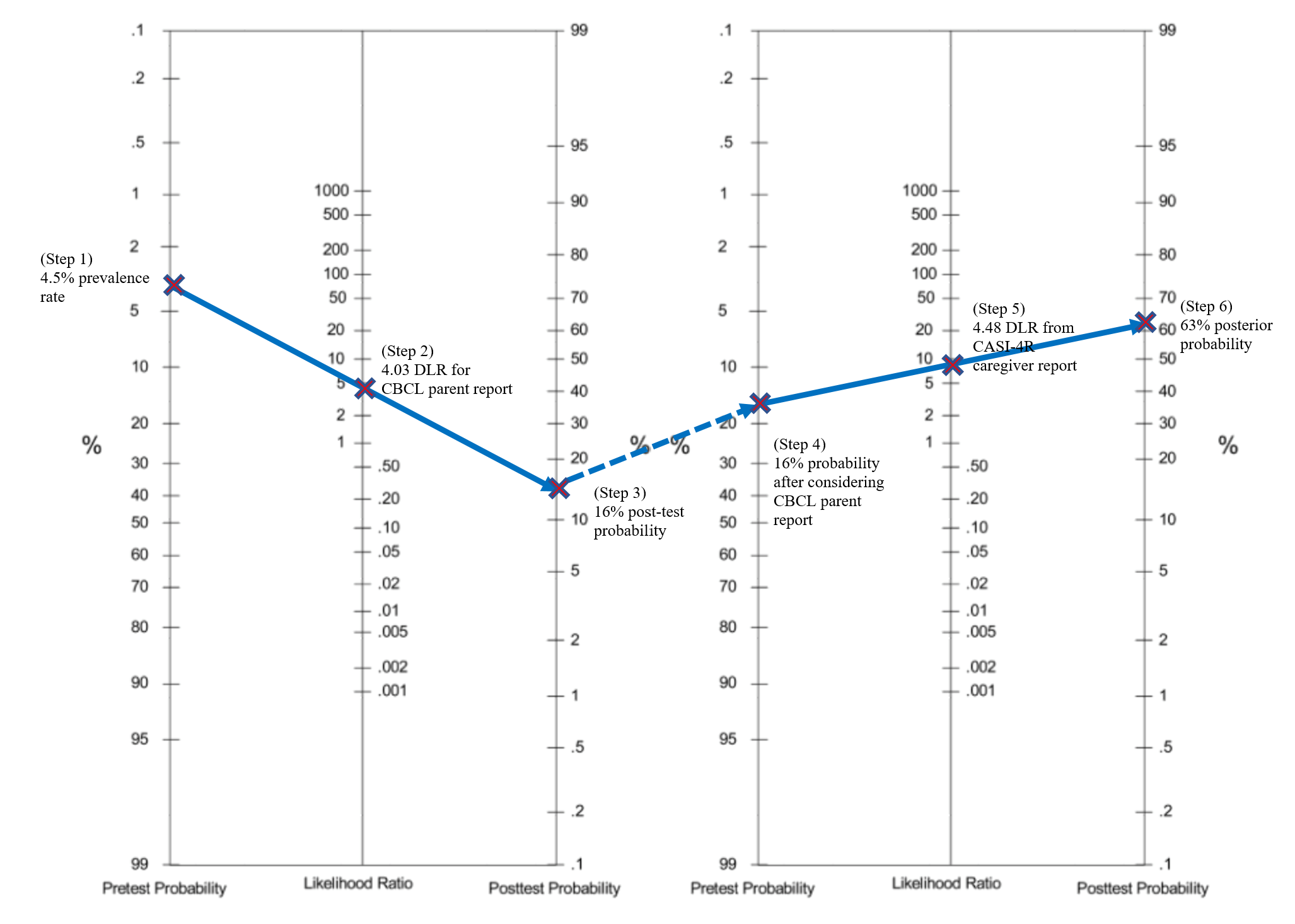
Przykład wykorzystania nomogramu prawdopodobieństwa do interpretacji wyników badań przesiewowych pod kątem potencjalnego nadużywania substancji.

Czułość i swoistość – miary opisujące zdolność testu w diagnostyce medycznej, modelu prognostycznego, klasyfikatora binarnego w uczeniu maszynowym itp. do wykrycia badanej cechy (czułość) lub wykrycia jej braku (swoistość). Pojęcia czułości i swoistości stosuje się w uczeniu maszynowym, diagnostyce medycznej, badaniach naukowych itp. W zależności od dziedziny czułość (ang. sensitivity) bywa nazywana pełnością (ang. recall), odsetkiem obserwacji prawdziwie pozytywnych (ang. true positive rate, TPR), prawdopodobieństwem wykrycia (ang. probability of detection, POD) lub współczynnikiem trafień (ang. hit rate), swoistość to inaczej odsetek obserwacji prawdziwie negatywnych (ang. true negative rate).
Czułość to stosunek wyników prawdziwie dodatnich do sumy prawdziwie dodatnich i fałszywie ujemnych. Czułość 100% w przypadku testu medycznego oznaczałaby, że wszystkie osoby chore lub ogólnie z konkretnymi poszukiwanymi zaburzeniami zostaną rozpoznane. Pojęcie interpretuje się jako zdolność testu do prawidłowego rozpoznania choroby tam, gdzie ona występuje.
Swoistość to stosunek wyników prawdziwie ujemnych do sumy prawdziwie ujemnych i fałszywie dodatnich. Swoistość 100% oznaczałaby, że wszyscy ludzie zdrowi w wykonanym teście diagnostycznym zostaną oznaczeni jako zdrowi. Test o wysokiej swoistości cechuje niski błąd pierwszego rodzaju.
Zarówno czułość jak i swoistość testu są ważnymi wskaźnikami dokładności testu lub klasyfikatora binarnego i osobno nie dają pełnego obrazu; tylko wspólnie dają one pojęcie o stopniu zaufania, jakim można darzyć dany test.
Tablica pomyłek testu diagnostycznego:
|             |          | Stan (na przykład choroba) |                   |                                |
| prawdziwy   | fałszywy |                            |                   |                                |
| Wynik testu | dodatni  | prawdziwie dodatni         | fałszywie dodatni | → wartość predykcyjna dodatnia |
| Wynik testu | ujemny   | fałszywie ujemny           | prawdziwie ujemny | → wartość predykcyjna ujemna   |
|             |          | ↓ czułość                  | ↓ swoistość       |                                |